# Dalli-Werke
Die Dalli-Werke (Eigenschreibweise dalli group) sind ein deutscher Hersteller von Drogerieartikeln mit Sitz in Stolberg. Das Familienunternehmen wird in der sechsten Generation von der Familie Wirtz geführt und stellt diverse Produkte her, darunter Wasch-, Putz- und Reinigungsmittel, sowie Körperpflege-, Kosmetik- und Sonnenschutzprodukte.
Im Geschäftsjahr 2022 erzielten die Dalli-Werke einen Umsatz von 808,7 Millionen Euro. Das Unternehmen gehört nach eigenen Angaben zu den größten Waschmittelherstellern in Europa mit einer Jahresproduktion von rund 120.000 Tonnen.

## Geschichte

### Gründung und Wachstum

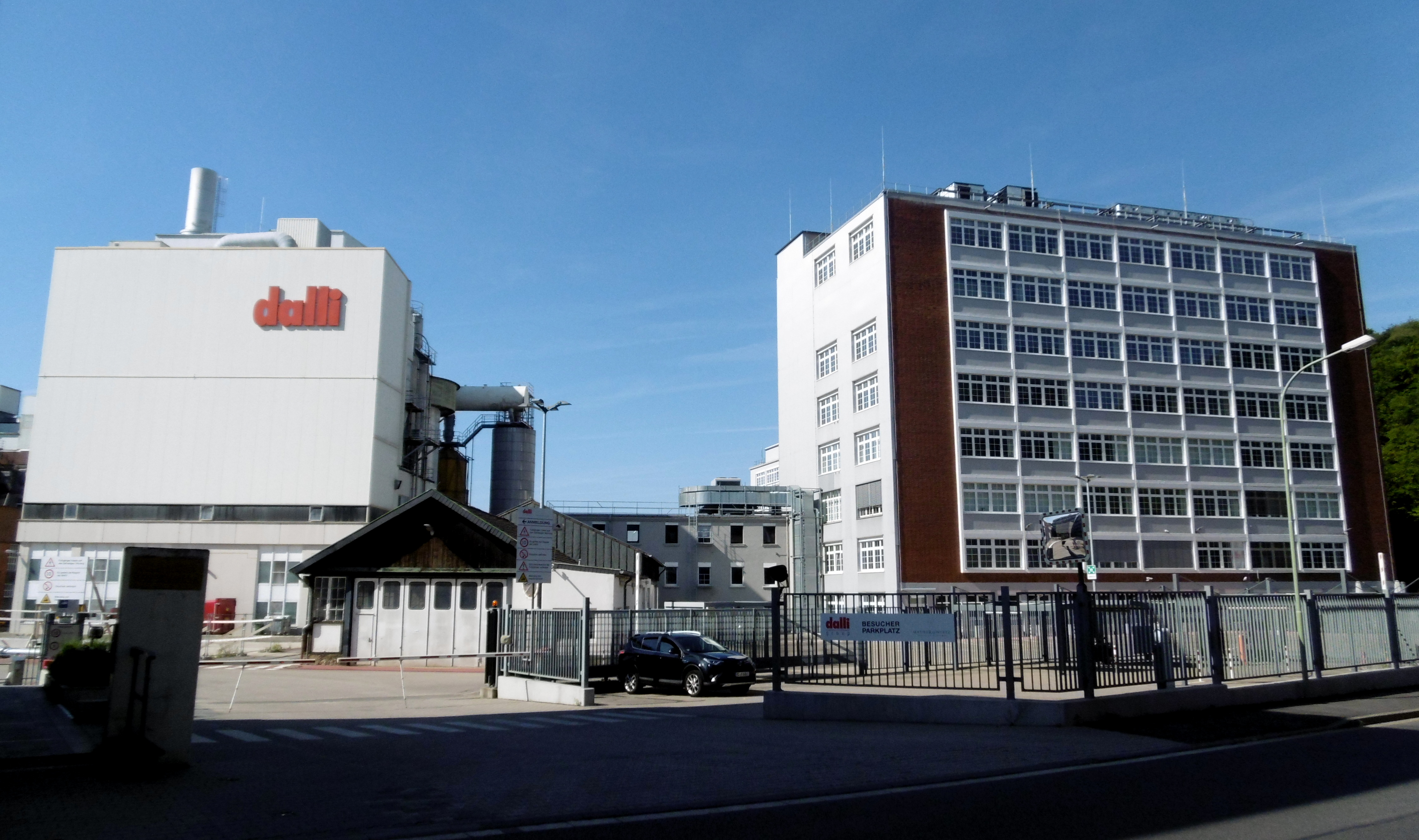
Dalli-Werk in Stolberg

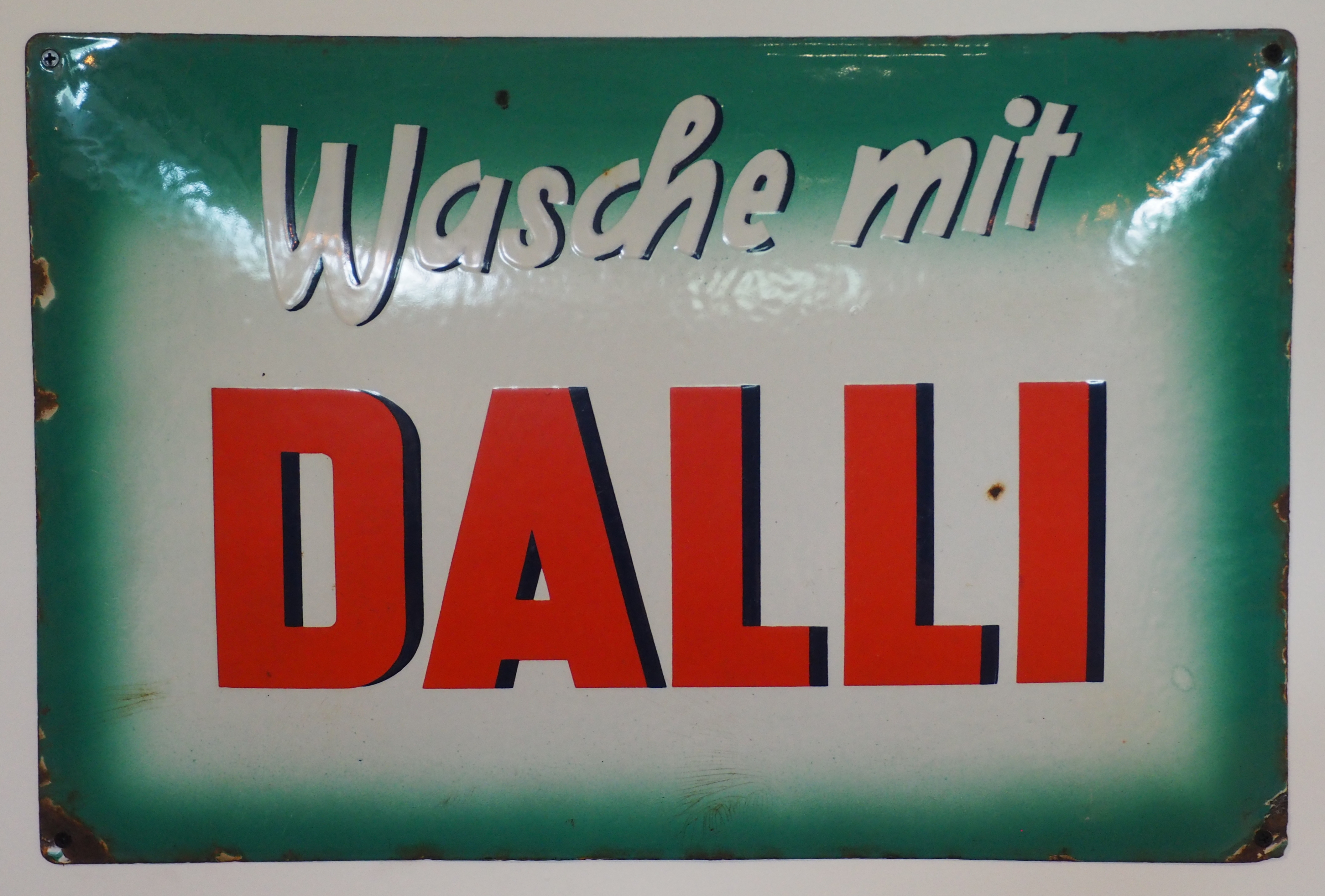
Ein historisches Werbeschild

Das Unternehmen wurde 1845 von Andreas August Wirtz zur Seifenherstellung in Stolberg gegründet und ist somit einer der ältesten Waschmittelhersteller in Deutschland. Seit 1899 ist die Marke Dalli, die bis heute vertrieben wird, geschützt. Der heutige Stammsitz des Unternehmens an der Zweifaller Straße am südlichen Ortsausgang von Oberstolberg wurde 1909 erworben. 1913 begann die großbetriebliche Massenproduktion mit 150 Mitarbeitern. 1938 übernahmen die Dalli-Werke zwei Seifenfabriken in Berlin und Wien mit inzwischen mehr als 700 Mitarbeitern.

### Expansion und Handelsmarken
In den 1960er Jahren begann die Produktion der Handelsmarke Tandil für den Discounter Aldi. Außerdem wurde die Kosmetik- und Körperpflegeserie Riar eingeführt. Der Ausbau der Produktionsanlagen in Stolberg fand in den 1970er Jahren statt.
1974 trat Hermann Wirtz in vierter Generation in das Unternehmen ein und übernahm 1981 die Geschäftsführung.
In den 1990er Jahren stagnierte der Umsatz des Unternehmens, woraufhin für die Modernisierung und Automatisierung rund 50 Millionen Mark in das Unternehmen investiert wurden. Gleichzeitig änderte das Unternehmen die Geschäftsausrichtung und der Bereich der Handelsmarken wurde erweitert. Im Zuge dessen erwarb Dalli-Werke 1997 WinCosmetic, ein Handelsmarkenunternehmen für Kosmetikprodukte und Flüssigseifen. 2007 wurden die Produkte um den Bereich der Naturkosmetik erweitert.
Im September 2010 wurde ein Werk in Barcelona in Betrieb genommen, dieses wurde jedoch 2014 wieder verkauft. 2012 übernahm das Unternehmen einen Fertigungsstandort im österreichischen Warth von Reckitt Benckiser. Durch die Übernahme erhöhte sich die Fertigungskapazität um 55.000 Tonnen (50 %). Im Herbst 2014 übernahm Dalli von Procter & Gamble ein Waschmittelwerk im rumänischen Timișoara.
Beim Hochwasser im Jahr 2021 wurden die Stolberger Produktionshallen des Betriebs bis zu einer Höhe von 1,5 Metern überflutet. Der Produktionsbetrieb musste aufgrund der Überflutung und der damit verbundenen Stromausfälle vorübergehend eingestellt werden. Das Lager für Fertigware im benachbarten, weniger betroffenen Eschweiler wurde vom Hochwasser verschont. Die Schadenssumme belief sich auf rund 20 Millionen Euro.

### Umstrukturierung
Aus finanziellen Gründen begann das Unternehmen 2022, unprofitable Produkte und Geschäftsfelder zu schließen und sich neu zu strukturieren. Im Zuge dessen wurden die Produktionen an den Standorten in Warth, Österreich und in Timisoara, Rumänien geschlossen, da diese nicht ausgelastet waren. Dadurch schrumpfte die Menge der vertriebenen Handelsmarken. Zudem kündigten die Dalli-Werke im selben Jahr einen Stellenabbau an.
Nach diesen Maßnahmen verbesserte sich die Eigenkapitalquote des Unternehmens auf 23 % und der Umsatz stieg 2023 um 6,4 %. Weiterhin fiel der Stellenabbau geringer aus als geplant. Die Umstrukturierungsmaßnahmen wurden deshalb Ende Juni 2024 offiziell beendet.

## Unternehmensstruktur

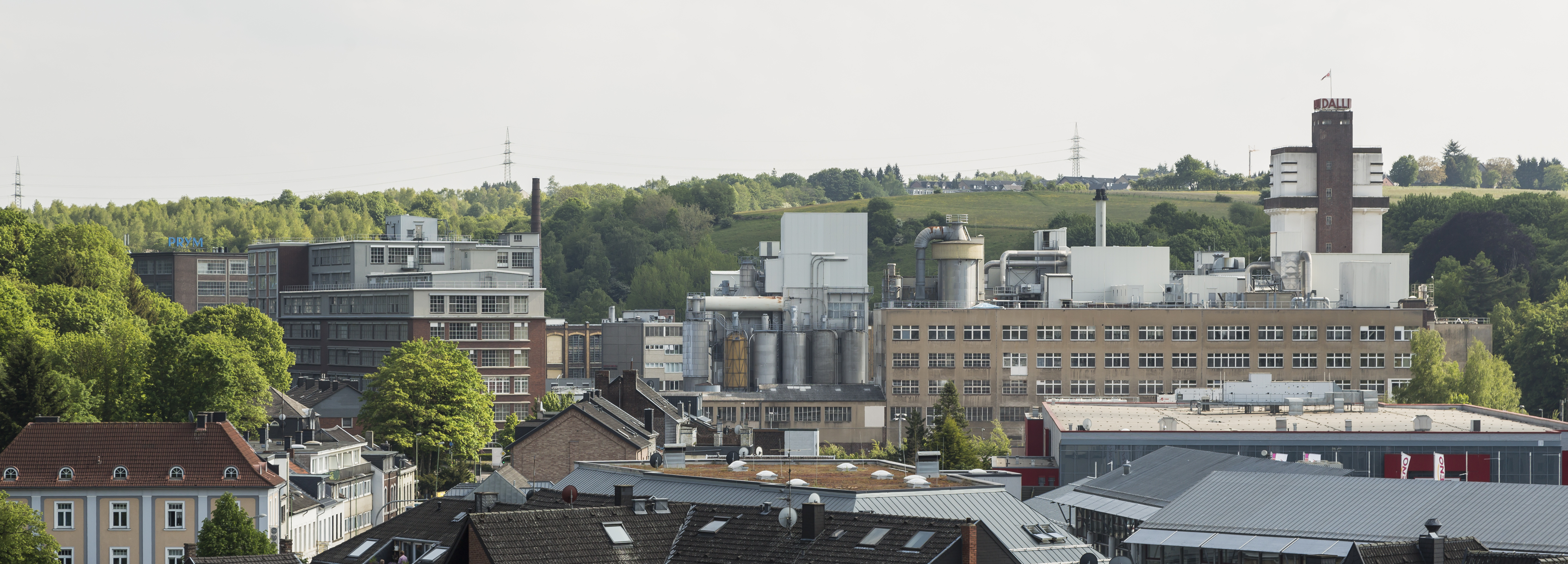
Die Firmenzentrale in Stolberg

Die Dalli-Werke GmbH & Co. KG ist ein Familienunternehmen in sechster Generation. Das Unternehmen ist im europäischen Handelsmarkengeschäft aktiv und gilt dort als Marktführer. Im Geschäftsjahr 2022 erzielten die Dalli-Werke einen Umsatz von 808,7 Millionen Euro.
Produziert wird an insgesamt fünf Standorten in Deutschland und den Niederlanden. Diese sind neben dem Hauptsitz in Stolberg Win Cosmetic in Flörsheim-Dalsheim, Win Aerosol in Westerburg, Dalli-De Klok in Heerde und Hoensbroek in den Niederlanden. Zum Dalli-Konzern gehören zudem diverse Tochtergesellschaften, darunter Mäurer & Wirtz, Cosmeurop Parfums, Theany Cosmetic und House of 4711.

## Produkte

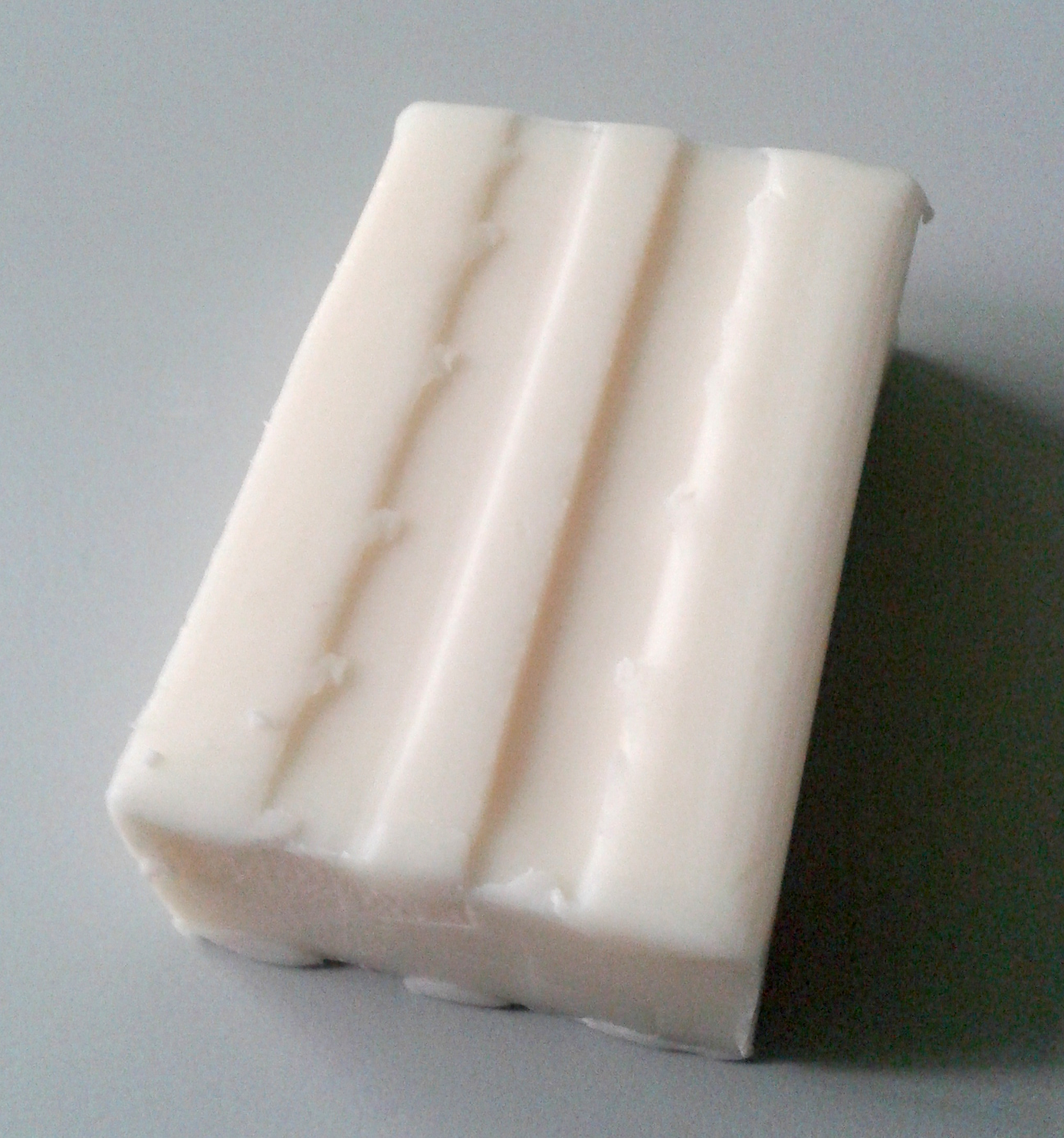
Dalli-Kernseife

Die Dalli-Werke sind hauptsächlich im Handelsmarken-Geschäft tätig und sind Hausproduzent von verschiedenen deutschen Discountern und Drogerien. Hergestellt wurden oder werden unter anderem Waschpulver, Körperpflege- und Haushaltsprodukte sowie Sonnenschutzprodukte unter Marken wie Tandil (Aldi), Cien (Lidl), Balea (dm), W5 (Lidl) oder Blik (Penny).
Mit dem Tochterunternehmen Mäurer & Wirtz ist das Unternehmen auch im Parfümeriegeschäft vertreten. Eigenmarken sind Bonux, Dalli, Dash, Evidur und Glix, sowie über die Tochter M&W u. a. die Parfum-Marken 4711, Tabac Original, Nonchalance und Sir Irisch Moos.

## Soziales Engagement
2015 stellten die Dalli-Werke in einer Hilfsaktion über 180.000 Flaschen Duschgel für Flüchtlinge her. Im Rahmen der COVID-19-Pandemie 2020 spendete das Unternehmen über 1.000 Liter Desinfektionsmittel an die Stadt Stolberg.